# Kyrgyzský hřbet
Kyrgyský hřbet, též Kyrgyzský Alatau (kyrgyzsky Кыргыз Ала-Тоо, rusky Киргизский хребет) je pohoří o délce 350 km a šířce až 60 km v Kyrgyzstánu a Kazachstánu, součást Ťan-šanu. Táhne se od města Taraz rovnoběžkovým směrem k jezeru Issyk-Kul. Od Talaského Alatau na jihu jej odděluje údolí řeky Talas, ze severu jej obklopuje údolí řeky Ču a Kazašská pahorkatina. Nejvyšším vrcholem je 4895 metrů vysoký Pik Semjonova Ťanšanskogo. K dalším významným vrcholům patří Pik Kyrgyzstan, Pik Korona nebo Pik Svobodnaja Koreja.